# 代图姆
代图姆是德国下萨克森州的一个市镇。总面积17.17平方公里，总人口1174人，其中男性574人，女性600人（2011年12月31日），人口密度68人/平方公里。